# Figuerola
Figuerola är en ort i Spanien.   Den ligger i provinsen Província de Tarragona och regionen Katalonien, i den östra delen av landet, 400 km öster om huvudstaden Madrid. Figuerola ligger 486 meter över havet och antalet invånare är 309.
Terrängen runt Figuerola är varierad, och sluttar söderut. Runt Figuerola är det ganska glesbefolkat, med 23 invånare per kvadratkilometer. Närmaste större samhälle är Valls, 9,6 km söder om Figuerola. Trakten runt Figuerola består till största delen av jordbruksmark.